# Résolution 1567 du Conseil de sécurité des Nations unies
Membres permanents
- Chine
- États-Unis
- France
- Royaume-Uni
- Russie

Membres non permanents
- Algérie
- Allemagne
- Angola
- Bénin
- Brésil
- Chili
- Espagne
- Pakistan
- Philippines
- Roumanie

Résolution no 1566 Résolution no 1568
Par la résolution 1567 du Conseil de sécurité des Nations Unies, adoptée à l'unanimité le 14 octobre 2004, après avoir rappelé les résolutions 827 (1993), 1166 (1998), 1329 (2000), 1411 (2002), 1481 (2003), 1503 (2003) et 1534 (2004), le Conseil a transmis à l'Assemblée générale pour examen une liste de candidats aux postes de juges permanents du Tribunal pénal international pour l'ex-Yougoslavie (TPIY). 
La liste des 22 candidats reçue par le Secrétaire général Kofi Annan était la suivante :
- Carmel A. Agius (Malte)
- Jean-Claude Antonetti (France)
- Iain Bonomy (Royaume-Uni)
- Liu Daqun (Chine)
- Mohamed Amin El-Abbassi El Mahdi (Égypte)
- Elhagi Abdulkader Emberesh (Libye)
- Rigoberto Espinal Irias (Honduras)
- O-Gon Kwon (Corée du Sud)
- Theodor Meron (États-Unis)
- Bakone Melema Moloto (Afrique du Sud)
- Prisca Matimba Nyambe (Zambie)
- Alphonsus Martinus Maria Orie (Pays-Bas)
- Kevin Horace Parker (Australie)
- Fausto Pocar (Italie)
- Yenyi Olungu (République démocratique du Congo)
- Sharada Prasad Pandit (Népal)
- Vonimbolana Rasoazanany (Madagascar)
- Patrick Lipton Robinson (Jamaïque)
- Wolfgang Schomburg (Allemagne)
- Mohamed Shahabuddeen (Guyana)
- Christine Van den Wyngaert (Belgique)
- Volodymyr A. Vassylenko (Ukraine)

## Voir également
- Guerres de Yougoslavie
- Tribunal pénal international pour le Rwanda